# Ohrn-, Kupfer- und Forellental
Das FFH-Gebiet Ohrn-, Kupfer- und Forellental ist ein
2005 durch das Regierungspräsidium Stuttgart nach der Richtlinie 92/43/EWG (Fauna-Flora-Habitat-Richtlinie) angemeldetes Schutzgebiet (Schutzgebietskennung DE-6723-311) im Hohenlohekreis und im Landkreis Schwäbisch Hall in Baden-Württemberg. Das FFH-Gebiet ist Bestandteil des europäischen Schutzgebietsnetzes Natura 2000. Mit Verordnung des Regierungspräsidiums Stuttgart zur Festlegung der Gebiete von gemeinschaftlicher Bedeutung vom 30. Oktober 2018 (in Kraft getreten am 11. Januar 2019), wurde das Schutzgebiet ausgewiesen.

## Beschreibung
Das FFH-Gebiet umfasst große Waldbereiche westlich von Künzelsau, den Kocher zwischen Sindringen und Ohrnberg, naturnahe Fließgewässerabschnitte von Ohrn, Sall, Kupfer, Forellenbach und Bibers, Stillgewässer in den Waldenburger Bergen, Wiesen an den Hängen und im Kochertal.

## Schutzzweck
Folgende Lebensraumtypen nach Anhang I der FFH-Richtlinie kommen im Gebiet vor:
- Übergangs- und Schwingrasenmoore
- Kalktuffquellen
- Kalk-(Halb-)Trockenrasen und ihre Verbuschungsstadien (* orchideenreiche Bestände)
- Artenreiche Borstgrasrasen
- Pfeifengraswiesen
- Feuchte Hochstaudenfluren
- Magere Flachland-Mähwiesen
- Kalkfelsen mit Felsspaltenvegetation
- Schlucht- und Hangmischwälder
- Erlen-Eschen- und Weichholzauenwälder
- Nicht touristisch erschlossene Höhlen
- Waldmeister-Buchenwälder
- Fließgewässer mit flutender Wasservegetation
- Natürliche und naturnahe nährstoffreiche Stillgewässer mit Laichkraut- oder Froschbiss-Gesellschaften